# イーゴリ・シュワロフ
イーゴリ・イワノヴィッチ・シュワロフ（ロシア語: И́горь Ива́нович Шува́лов、ラテン文字転写の例：Igor Ivanovich Shuvalov、1967年1月4日 - ）はロシアの政治家。2008年5月8日に発足した第2次ウラジーミル・プーチン内閣にて第一副首相に任命され、続く第1次ドミートリー・メドヴェージェフ内閣でも続投し、2018年まで同職を10年務めた。

## 略歴

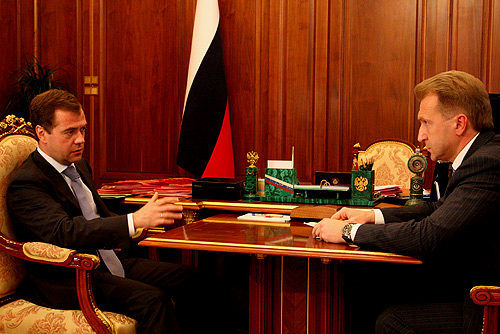
メドヴェージェフ大統領（左）と会談するイーゴリ・シュワロフ（2008年撮影）

1984年から翌年までInstitute Ekosの研究所職員。赤軍在籍中だった1985年にモスクワ大学法学部に迎えられる。大学卒業後の1992年、ソ連外務省法制局で勤務。その後、弁護士となり、1993年から1997年まで、法律コンサルティング会社ALMの代表。
1997年から翌年まで、国家登録委員会（ゴスコムイムシェストヴォ）副議長。1998年5月25日から1998年9月6日までロシア連邦国家遺産基金代表代行、同日から2000年5月18日まで代表をつとめた。
2000年5月18日からミハイル・カシヤノフ内閣の大臣に就任。そこで政府機関トップの地位を確立した。2003年5月28日、ウラジーミル・プーチン大統領補佐官。2008年5月から第1副首相。
2010年12月13日に北方領土の国後島と択捉島を訪問。
2011年9月27日、アレクセイ・クドリン前副首相兼財務相の解任を受け、経済・財務担当を兼務。
2012年5月21日に発足したメドヴェージェフ内閣でも引き続き第一副首相を務め、経済政策や外国資本誘致などを担当した。2018年5月18日に退任。
2022年2月にロシアによるウクライナ侵略が開始されて以降、欧米諸国はウラジーミル・プーチン大統領に近い人物への経済制裁を検討し、3月3日にはアメリカ合衆国よりシュワロフを含む富豪8名とその家族が制裁対象に指定。これはシュワロフの妻と息子と娘、それに関連する会社も対象となった。